# 木村嘉孝 (科学者)
木村 嘉孝 （きむら よしたか、1938年 - ）は、日本の研究者。高エネルギー加速器の専門家。

## 経歴
1966年、東京大学大学院理学系研究科博士課程修了、理学博士の学位を取得、論文の題は「Photoproduction of positive pions from carbon nuclei(炭素原子核からのπ[+]中間子の光生成)」。 
東京大学理学部、工学部を経て、1971年から高エネルギー物理学研究所（後の高エネルギー加速器研究機構の一部）で研究を行う。
1990年から総合研究大学院大学数物科学研究科長。1994年から高エネルギー物理学研究所副所長。1997年から高エネルギー加速器研究機構物質構造科学研究所長。
2003年から高エネルギー加速器科学研究奨励会理事長。2004年から高エネルギー加速器研究機構監事を兼務。
2016年11月、瑞宝中綬章を受章。

## 編著
- 実験物理科学シリーズ第7巻「高エネルギー加速器」（共立出版）ISBN 9784320033825